# Ich heiße Robert Guiscard
Ich heiße Robert Guiscard ist eine österreichische Fernsehkomödie von 1960, die vom Leben eines Kunstfälschers handelt. Die Handlung beruht auf Wolfgang Hildesheimers Hörspiel Begegnung im Balkanexpreß von 1953. Die ORF-Produktion wurde am 18. März 1960 zuerst gesendet. Die Erstsendung in Deutschland folgte am 30. Juni 1961 im 2. Programm der ARD.

## Handlung
Robert Guiscard ist ein erfolgreicher Kunstfälscher – unter anderem die Mona Lisa im Pariser Louvre ist in Wahrheit von ihm. Auf der Rückreise aus Ägypten, wo er gefälschte Rubens-Gemälde an die einheimischen Geschäftsleute verkaufte, lernt er im Zug Liane kennen – eine junge attraktive Frau, die als Spionin für den fiktiven Balkanstaat Procegovina arbeitet. Nachts schleicht er sich im Pyjama in Lianes Schlafwagenabteil. Als er am nächsten Morgen in sein Abteil zurückkehren möchte, muss er feststellen, dass der Zug geteilt wurde: Ein Teil ist mit all seinen Sachen unterwegs nach Paris und er sitzt im Zugteil nach Procegovina. Noch dazu hält der Zug plötzlich an: Der Zugführer, der Schaffner und der Heizer täuschen einen Defekt der Lokomotive vor und erpressen Geld von Guiscard, um als Gegenleistung die Lok zu „reparieren“ und weiterzufahren.
Mittellos kommt Guiscard in der procegovinischen Hauptstadt an und muss sich als Straßenmaler durchschlagen. Da begegnet ihm Liane wieder und nimmt ihn mit in ihre Wohnung. Durch ihre Vermittlung bekommt er einen Termin beim Kultusminister und Direktor des Nationalmuseums, dem er einen gefälschten Rembrandt anbietet. Dieser ist begeistert, da die Staatskassen aber leer sind, schenkt Guiscard ihm den Rembrandt. Daraufhin gibt er zu, das Bild gefälscht zu haben und bietet an, dem Museum weitere Werke Alter Meister zu fabrizieren, die zur Aufbesserung der Staatskasse ins Ausland verkauft werden könnten. Sogar einen echten procegovinischen Nationalmaler aus dem 17. Jahrhundert könnte er erfinden. Dessen angebliche Werke, die tatsächlich Guiscards Werke sind, sollen dann in einem alten Kloster „entdeckt“ werden. Die Idee wird an den Ministerpräsidenten und an den Fürsten weitergeleitet und schließlich in die Tat umgesetzt: Der procegivinische Barockmaler Ayax Mazyrka lenkt das Interesse der internationalen Kunstszene auf sein Heimatland und lockt Besucher ins Nationalmuseum. Guiscard lässt sich die Schaffung von Mazyrkas Werken gut bezahlen und bezieht mit Liane eine Villa.
Als eine Bitte um Gehaltserhöhung vom Fürsten abgelehnt wird, beginnt Guiscard, auf eigene Faust Zeichnungen von Hans Holbein dem Jüngeren zu fälschen und zu verkaufen. Dafür erfindet er Mitglieder des englischen Hofstaats, die Holbein angeblich porträtiert haben soll, unter anderem eine Lady Viola Pratt. Was er aber nicht weiß: Diese Lady gab es tatsächlich, sie wurde tatsächlich von Holbein gezeichnet, und der Besitzer der echten Zeichnung, ein Nachfahre der Lady, bekommt zufällig Guiscards Fälschung in die Hände. Dieser Mister Pratt reist nun zu Guiscard und konfrontiert ihn mit seiner Enttarnung. Er will Guiscard aber nicht vor Gericht bringen, sondern mit nach England nehmen und mit seiner Hilfe in den Kunsthandel einsteigen.
Auf der Zugfahrt begegnen Pratt, Guiscard und Liane demselben korrupten Zugpersonal wie bei ihrer Ankunft. Guiscard hat einen Plan, Pratt loszuwerden: Als dieser gerade in einem anderen Wagen die Toilette aufsucht, zieht Guiscard die Notbremse und der zuvor bestochene Schaffner koppelt den Wagen mit Pratt ab. Guiscard zerreißt die gefälschte Holbein-Zeichnung, kann sich aber nur kurz freuen, da ein Zollbeamter in seinem Sitzpolster Haschisch findet und ihn als Schmuggler festnimmt. Im Gefängnis darf er aber weiter malen und als der wahre Schmuggler gefasst wird, wird er auf freien Fuß gesetzt.